# Victoria Tower Gardens

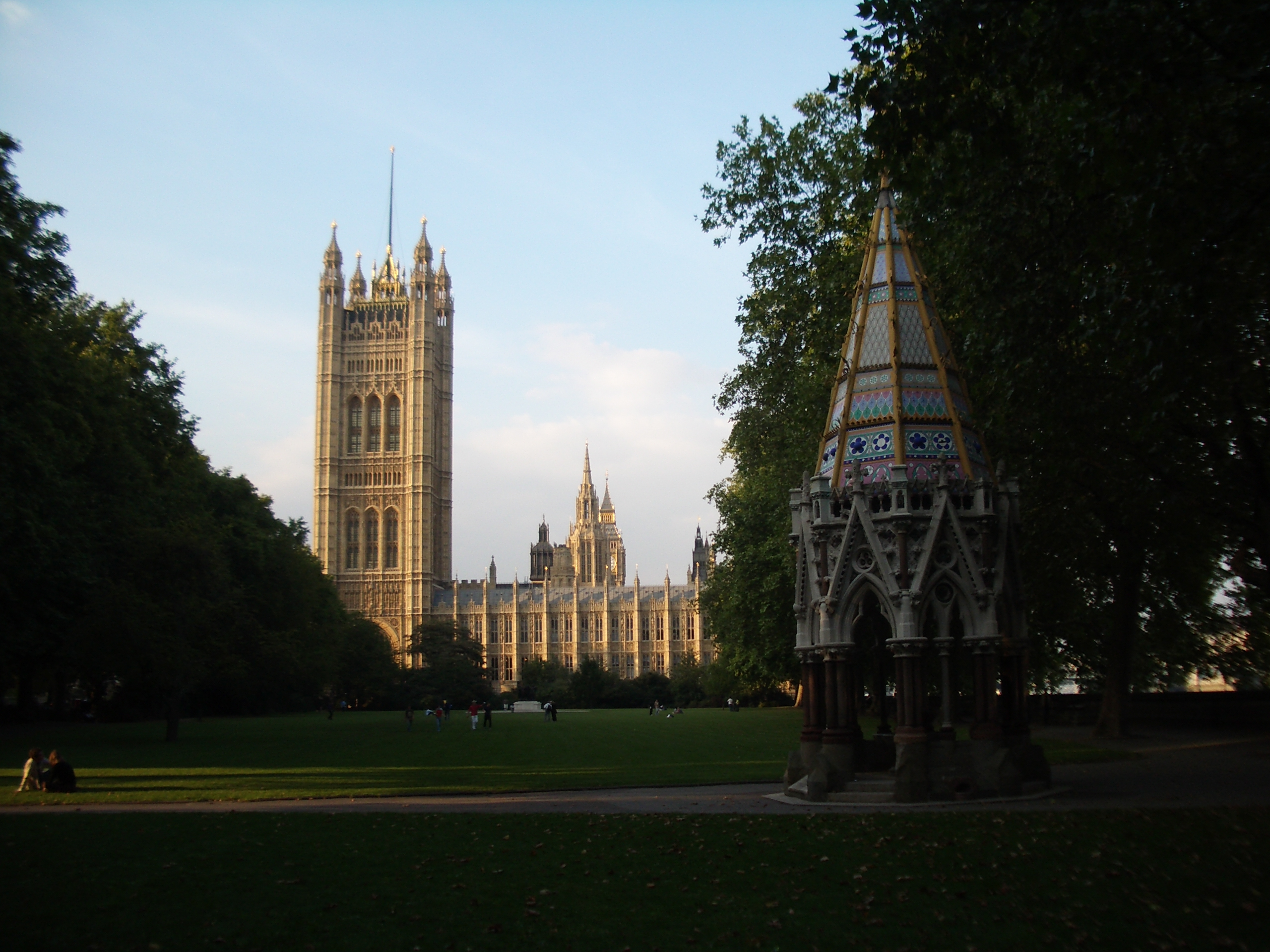
Vista del parco Victoria Tower Gardens

I Victoria Tower Gardens sono dei giardini che formano un parco della città di Londra. Si trovano lungo la riva nord del fiume Tamigi vicino, come suggerisce il nome, a Victoria Tower e al Palazzo di Westminster.

## Trasporti
La stazione più vicina è Pimlico.